# Viktor Frodig
Viktor Frodig, född 5 juni 1997, är en svensk fotbollsmålvakt som spelar för IK Brage.

## Karriär
Frodigs moderklubb är Hofors AIF. Han gick därefter till Gefle IF. Inför säsongen 2017 flyttades Frodig upp i A-laget. Han debuterade i Superettan den 18 maj 2017 i en 3–1-förlust mot Östers IF. I december 2017 förlängde Frodig sitt kontrakt i Gefle med ett år.
I december 2018 värvades Frodig av Umeå FC, där han skrev på ett tvåårskontrakt. Den 1 december 2019 förlängde han sitt kontrakt med två år. I januari 2021 värvades Frodig av IK Brage, där han skrev på ett treårskontrakt. I januari 2024 förlängde Frodig sitt kontrakt i klubben med två år.
Efter säsongen 2024 tilldelades Frodig priset; Årets bästa målvakt i Superettan.